# ポツンと一人きり
「ポツンと一人きり」（ぽつんとひとりきり）は、ビートたけしのシングルとして1986年2月5日にビクター音楽産業からリリースされた。

## 概要
週間オリコンチャートで最高位34位を記録した。
デモ音源はアレンジが違っていて、たけし本人の申し出によってアレンジが変更された。
発売当時の雑誌「オリコン・ウイークリー」では、本曲の紹介ページ内の文章にて「ジャケット写真は当時のたけしが住んでいた部屋である」と記述されている。

## シングル収録曲
| # | タイトル             | 作詞     | 作曲     | 編曲   |
| - | -------------------- | -------- | -------- | ------ |
| A | 「ポツンと一人きり」 | 島エリナ | 田中真美 | 奥慶一 |
| B | 「見る前に躍べ」     | 先生     | 茂村泰彦 | 奥慶一 |